# タマラ (戯曲)
『タマラ』（Tamara）は、ジョン・クリザンク（John Krizanc）作のポストモダン演劇。1981年5月8日にカナダ、トロントのトリニティ・ベルウッズ・パークにあるストラッチャン・ハウス（Strachan House）で初演され、同年に書籍としても出版された。
物語は、1927年に画家のタマラ・ド・レンピッカが、作家ガブリエーレ・ダンヌンツィオの別荘を訪れた実話に基づいている。
『タマラ』では、観客と俳優の間の壁がなくなっている。『タマラ』が上演されるのは一軒の大きな家で、11ある部屋で、10人の俳優たちが、同時進行的にストーリーを展開してゆく。観客は誰か1人の俳優を選択して、その俳優に随行するが、同時に随行する役を「俳優」として演じ、ストーリーを体験する。他の部屋で同時進行しているストーリーは見ることができないので、1度見ただけでは全体の筋はわからないように出来ている。